# Filaret
Filaret (russisk: Филаре́т, egentligt Feodor Nikititj Romanov (russisk: Фео́дор Ники́тич Рома́нов, også translittereret Fjodor Nikititj Romanov, født 1553, død 1. oktober 1633) var en russisk bojar, der blev Patriark af Moskva og blev den reelle leder af Rusland under hans søns, Mikhail Fjodorovitj af Ruslands, regeringsperiode.

## Biografi
Feodor blev født i Moskva i 1553 som den anden søn af den fremtrædende bojar Nikita Romanovitj og var den første til at bære efternavnet Romanov. Under fætteren Fjodor 1.'s regeringsperiode (1584–1598) udmærkede Feodor Romanov sig både som soldat og diplomat. Han kæmpede mod den svenske kong Johan 3.'s hær i 1550 og deltog i forhandlinger med Rudolf 2.'s ambassadører fra 1593 til 1594. Han blev gjort til bojar i 1583.
Da den barnløse zar døde, ønskede mange Feodor Romanov som afløseren til den ledige trone, men han indvilligede i at støtte valget af Boris Godunov i stedet. Tre år senere tog Godunov et opgør med den magtfulde Romanov-familie og tvang Feodor og dennes hustru i kloster med nye navne Filaret og Martha. Filaret blev holdt under skarp bevogtning i Antonievo Klosteret, der ligger afsides langt mod nord i det nuværende Arkhangelsk oblast. Da den Falske Dmitrij tog magten fra Godunov-familien, løslod han Filaret og gjorde ham i 1605 til metropolit af Rostov (1605).

### Patriark af Moskva
Under Forvirringens tid blev Filaret i 1609 af den Falske Dmitrij 2. udnævnt til Patriark af hele Rusland. Filarets jurisdiktion som patriark strakte sig dog kun over det meget begrænsede område, som anerkendte Dmitrij. I 1610 blev han sendt som ambassadør til den polske lejr ved Moskva, hvor han blev holdt tilbage og fra 1610 til 1619 holdt fanget af den polske konge, Sigismund 3. Vasa, som Filaret nægtede at anerkende som zar af Moskva. Han blev løsladt ved afslutningen af Den polsk-russiske krig (1605–1618), og den 24. juni 1619 blev han kanoniseret som Patriark af Moskva og hele Rusland.
Herefter var den etablerede regering i Moskva et diarki, hvor der fra 1619 til 1633 var der to faktiske suveræner, zar Mikhail og dennes fader den allerhelligste patriark Filaret. Teoretisk set var de medregenter, men Filaret foretog ofte statsanliggender uden at rådføre sig med zaren. Filaret bragte den russiske stats økonomi på fode igen med et mere ligeligt og rationelt skattesystem. En af hans vigtigste handlinger som regent var at sikre, at landarbejderne blev låst til deres jordejer som livegne. Den russiske adel var på det tidspunkt plaget af, at de livegne bønder i stort omfang forlod godserne og drog mod stepperne, hvor de sluttede sig til kosakkerne.
Filaret udøvede en suveræns rettigheder og udstedte i maj 1625 et dekret, der gav patriarken ret til at føre tilsyn med patriarkatets gejstlige og det livegne bondebefolkninger i alle spørgsmål og ret til at dømme i tvister, undtagen i sager om tyveri og røveri. Under Filaret udviklede patriarkatet sig således til en stat i staten. Patriarkatets administration var opdelt i følgende afdelinger: juridisk (Судный) afdeling, som havde tilsyn med juridiske anliggender; den kirkelige (Церковный) afdeling, som overvågede sager vedrørende sognene; finansafdelingen (Казенный) som forestod skatteopkrævninger fra præsteskabet; og ejendomsafdelingen (Дворцовый), som styrede de økonomiske anliggender på de patriarkalske godser. Mens administrationen af patriarkatet blev mere struktureret, blev den også væsentlig mere kompleks.
Filaret opmuntrede til udgivelsen af teologiske værker og etablerede det senere berømte Patriarkalske bibliotek og befalede, at enhver ærkebiskop skulle oprette et teologiske seminarer for gejstligheden. Som følge af Trediveårskrigen var brugen af lejesoldater almindelig, og han hyrede udenlandskeofficerer til at modernisere Moskvas hær. Hans død i oktober 1633 satte en stopper for den Smolenskkrigen (1632-33).
Filaret er begravet i Uspenskij-katedralen i Kreml i Moskva.

## Eftermæle
Patriarken var medvirkende til etableringen af Romanov-dynastiet gennem hans brug af prangende ceremonier og arkitektoniske projekter, som understrege betydningen af kronen. Hans indsats til modernisering af den russiske hær hjalp med til at bringe Rusland ind i den moderne tidsalder.